# 非常階段 (お笑いコンビ)
非常階段（ひじょうかいだん）は、かつて吉本興業で活動していた日本の女性漫才コンビ。1985年1月結成。1996年、ミヤコの逝去に伴い解散。

## メンバー
- シルク（1959年〈昭和34年〉3月31日 - ）
  - 大阪府大阪市南区（現・中央区）出身。
  - ツッコミ担当。立ち位置は左。本名：粕谷 文子（かすたに あやこ）。

- ミヤコ（1958年〈昭和33年〉9月20日 - 1996年〈平成8年〉6月19日）
  - 大阪府大阪市南区（現・中央区）出身。
  - ボケ担当。立ち位置は右。本名：吉崎 勢津子（よしざき せつこ）。

## 来歴
2人は小・中・高・大学、そして就職先と同窓だった。小学校の頃、ミヤコは同性に人気があり友達も多く、シルクも憧れていた。中学生になった時に友達となり、シルクは授業中にミヤコに手紙を渡していたが、無視され続け、「授業中はちゃんと話を聞きましょう」と注意された。ミヤコに言われたとおりに授業をちゃんと聞いていたら、それまで下から5番目だった成績が、クラスで10番目くらいまで上がり、人気者にもなれた。これをきっかけに2人は毎日交換日記をしたり、学校から帰宅した後に2時間電話で喋ったり、互いの家に泊まりにいくなど急速に仲良くなった。
1985年1月にコンビ結成。2人とも『ビートたけしのオールナイトニッポン』（ニッポン放送）のヘビーリスナーだったために、2人で上京し番組終了後出待ちし弟子入り志願をしたが、たけしは女性の弟子を取らないことを聞き断念、松竹芸能のオーディションを受けたこともあったが相手にされなかった。2人はその後も学園祭で漫才をしたりしていたのをたまたま当時吉本で若手を担当していた大﨑洋が見に来ていて「もうすぐ心斎橋に劇場（心斎橋筋2丁目劇場）出来るから見に来ないか？」と誘われ、大阪本社で大﨑とダウンタウンの前でネタ見せをし認められ、心斎橋筋2丁目劇場に出るようになる。いつの間にかオーディション番組の出演もするようになり、吉本興業に入った。同年、当時南海ホールで定期的に開催していた吉本若手芸人のイベント「心斎橋筋2丁目劇場」に出演・初舞台を踏み、5月31日に京都花月の特別興行「五月まつり 私はこれで笑いました」のコーナー「New star up Comedy」に出演し劇場デビューする。
コンビ名の『非常階段』の由来は、公称では「ビルの非常階段で漫才の練習をしていたことから」とされていたが、後に好きだった同名のバンドから名付けたことが告白されている。しかし、横山やすしから「しょうもない名前、聞くに及ばん!」とテレビ番組内でこき下ろされた。一方で、べた褒めしたのがハイヒールである。
2人とも大阪外国語大学（現在の大阪大学外国語学部）卒業という当時としては異色の経歴であり、「高学歴芸人」の先駆けとなった。当初はキレのいい漫才で新人賞を総なめにしたが、次第にギャグが滑る傾向が現れ、それを先輩芸人に茶化されていたが、トーク番組ではそれを持ちネタにし「笑えない漫才師」を売りにするしたたかさもあった。
ミヤコが1996年6月19日に肺癌により37歳で死去したために解散。現在はシルク1人で活動している。

## 出演

### テレビ番組
- '86ABC漫才・落語新人コンクール（1986年1月15日、朝日放送「ABCホリデーワイド」枠）
- 第16回NHK上方漫才コンテスト（1986年3月21日、NHK総合/関西ローカル）
- 第22回上方漫才大賞（1987年、関西テレビ/関西ローカル）
- 4時ですよーだ（1987年 - 1989年、毎日放送）
- ひょうきん予備校（1986年 - 1987年、フジテレビ）
- ザ・テレビ演芸（1986年、テレビ朝日）
- ダウンタウンのゆーたもん勝ち（1988年、毎日放送）

### ラジオ番組
- 桂三枝の見るラジオ（1985年、朝日放送ラジオ） - アシスタント

### CM
- 徳島製粉「金ちゃんヌードル」
- ミツカン酢「八宝菜」

## 単独ライブ
- 非常階段ワンマンショー（1987年11月28日、心斎橋筋2丁目劇場）

## 受賞歴
- 1986年 第7回ABC漫才・落語新人コンクール 漫才の部 最優秀新人賞
- 1986年 第16回NHK上方漫才コンテスト 最優秀賞
- 1987年 第22回上方漫才大賞 新人賞
- 1988年 第8回花王名人大賞 新人賞